# 德涅斯特羅夫斯克
德涅斯特羅夫斯克是摩爾多瓦的城鎮，由德涅斯特河沿岸摩爾達維亞共和國負責管轄，位於該國東部，距離首府蒂拉斯波爾40公里，毗鄰與烏克蘭接壤的邊境，2010年人口11,100。

## 外部連結
- Dnestrovsk Online （页面存档备份，存于） (Russian)

46°37′N 29°55′E / 46.617°N 29.917°E